# Kuvert

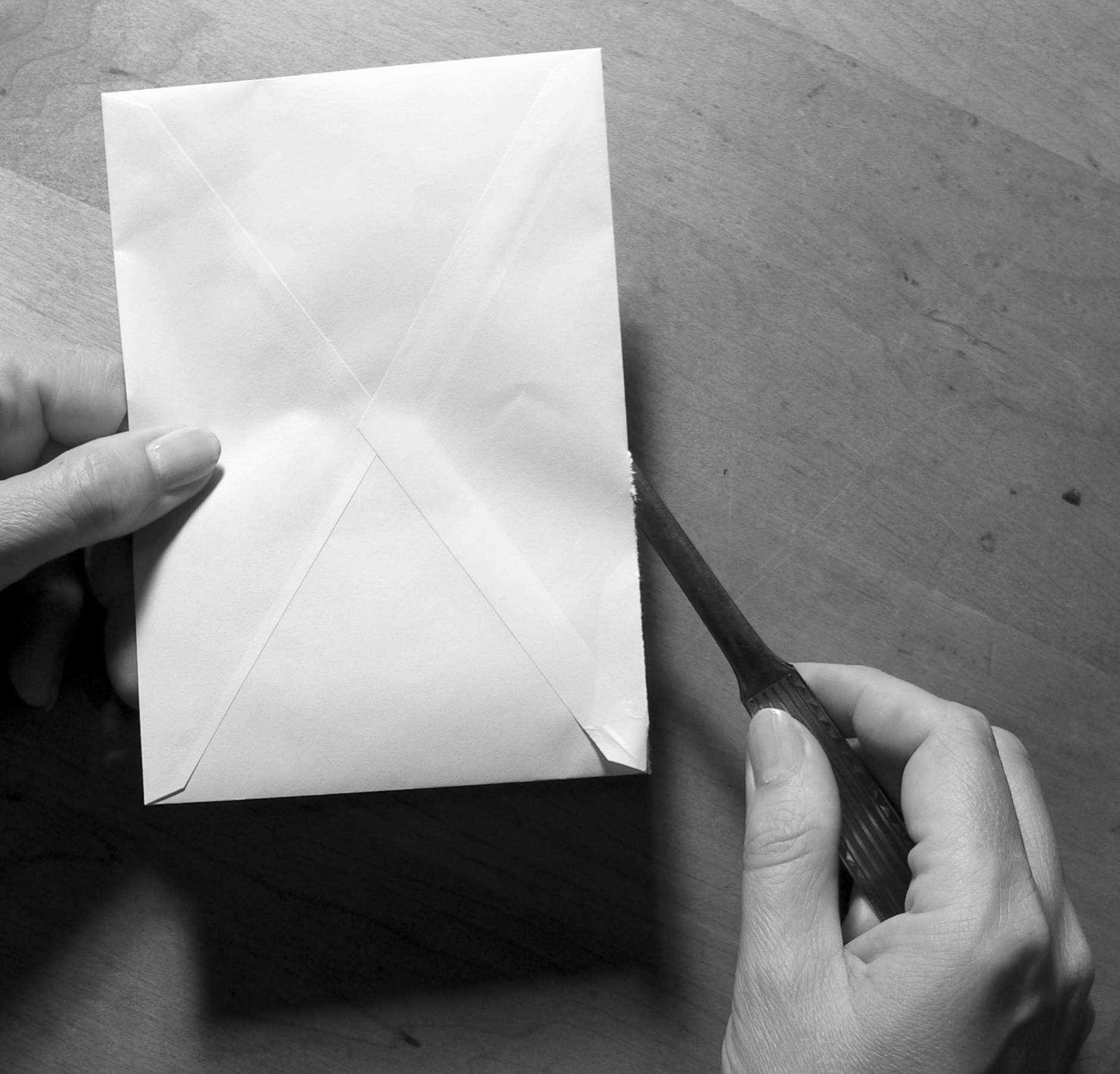
Kuvert som öppnas med brevöppnare.

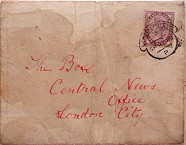
Adresserat kuvert från 1888.

Ett kuvert är en pappers- eller plastficka med öppning och förslutningsklaff på kort- eller långsidan. Kuvertet kan även förses med en genomskinlig fönsterruta, med placering svarande mot på inlagan anbringad mottagaradress. De vanligaste storlekarna är C5 och C4.

## Historik
Det äldsta fyndet av något som kan kallas kuvert är gjort i Babylonien och är ifrån omkring 2000 f.Kr. Under medeltiden utgjordes kuvert av enkla vikta papper som var förseglade med vax. Fram till 1840-talet var alla kuvert handgjorda. 1845 tog Edwin Hill ett patent på den första kuvertvikningsmaskinen.

## Format
Kuvert förekommer med fukthäftande eller självhäftande klaff och med eller utan fönster. Det finns även olika standardstorlekar (exempelvis är ett C4-kuvert lagom stort för att rymma ett A4-ark.)

### Brevkuvert
Kuvert för skriftligt meddelande, avsett att befordras i slutet omslag.

### Värdekuvert
Kuvert för värdehandlingar och andra dokument.

### Fönsterkuvert

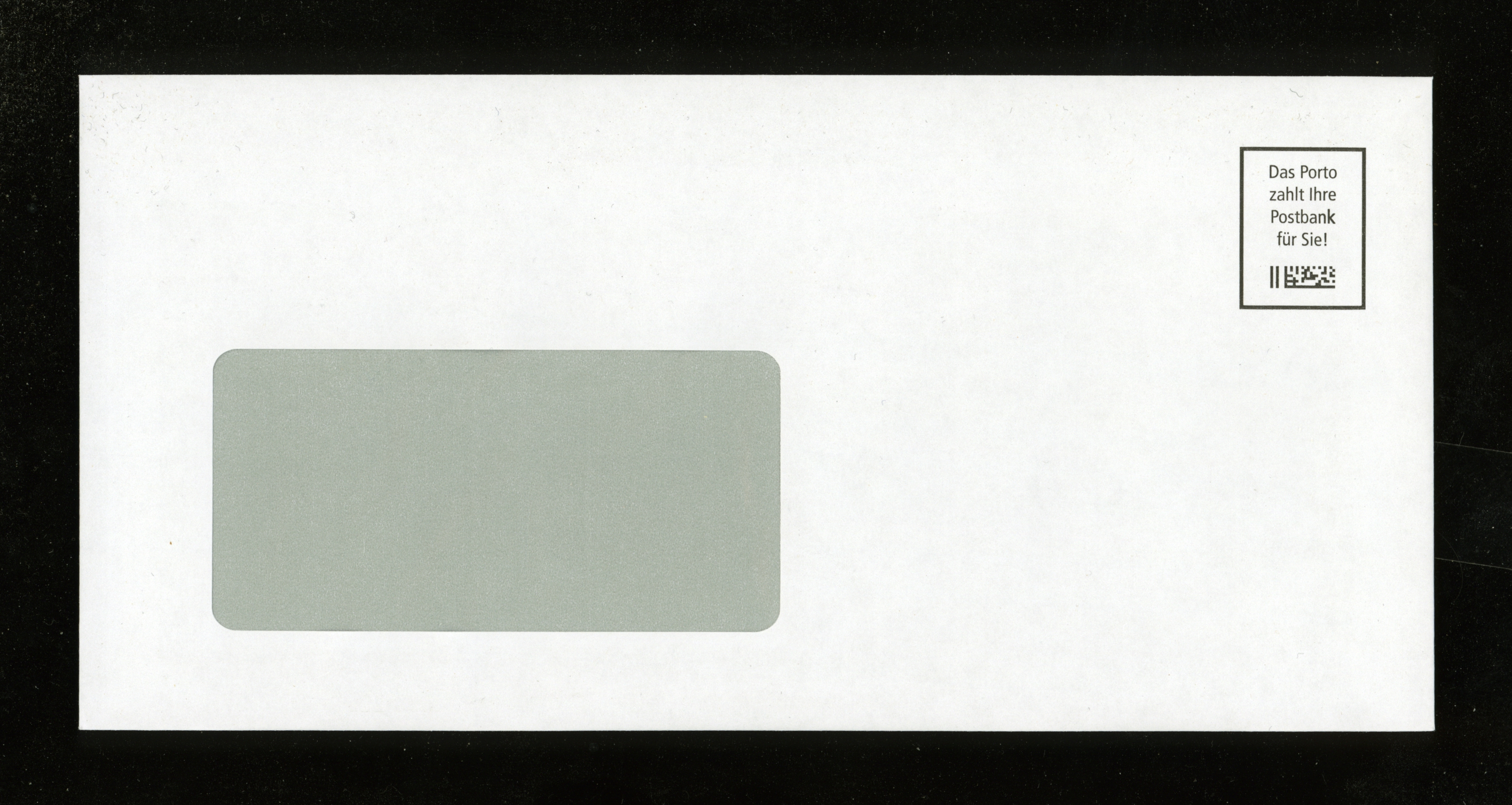
Ett fönsterkuvert.

Fönsterkuvert är ett kuvert med ett genomskinligt fönster genom vilket mottagarens adress syns. Fönsterstandarder är V2, H2 och H3. Ordet fönsterkuvert användes av Posten först i Bihang till Kungl. Generalpoststyrelsens Cirkulär N:r 53 från 1908. Där står så här:
”På förekommen anledning meddelas härigenom, att, därest från utlandet till svensk postanstalt ankommer vanligt bref, inneslutet i genomskinligt omslag och med adressen anbragt å brefinnehållet, försändelsen skall, när adressuppgiften kan utan svårighet afläsas, befordras till adressaten.”
I KGPS Cirkulär nr 23 från 1911 talas om ”Användning af s.k. fönsterkuvert”.

### Korsbandskuvert
Äldre typ av kuvert för tryckalster och andra inlagor, avsedda att befordras öppet i ett om brevkuvert påminnande omslag. Korsband var en postterm för denna typ av försändelse. Det kunde vara fråga om tidningar eller andra trycksaker. Det fanns även masskorsband, numera massbrev.

## Storlek
| Format | Höjd (mm) | Bredd (mm) | Avsett innehåll       |
| ------ | --------- | ---------- | --------------------- |
| B4     | 250       | 353        | C4                    |
| C4     | 229       | 324        | A4                    |
| C5     | 162       | 229        | A5                    |
| C6     | 114       | 162        | A6                    |
| C4M    | 229       | 318        |                       |
| C64M   | 114       | 318        |                       |
| CE4    | 229       | 310        |                       |
| CE64   | 114       | 310        |                       |
| E4     | 220       | 312        |                       |
| E5     | 155       | 220        |                       |
| E6     | 110       | 155        |                       |
| E56    | 155       | 155        |                       |
| E65    | 110       | 220        | A4, långsida vikt i 3 |
| EC5    | 155       | 229        |                       |
| EC45   | 220       | 229        |                       |
| R7     | 120       | 135        |                       |
| S4     | 250       | 330        |                       |
| S5     | 185       | 255        |                       |
| S65    | 110       | 225        |                       |
| X5     | 105       | 216        |                       |
| EX5    | 155       | 216        |                       |

## Sopsortering
Förbrukade kuvert ska inte lämnas till återvinning. Anledningen är dels att kuvert inte ingår i producentansvaret för förpackningar och tidningar, och dels att klistret på kuverten skapar problem för återvinningsmaskinerna. Alla kuvert, inklusive fönsterkuvert, slängs därför som hushållssopor alternativt brännbart.

## Svensk standard
SIS 61 50 01 är den svenska SIS-standard för kuvertformat fastslagen 15 mars 1964. Standarden är delvis baserad på en år 1962 antagen internationell ISO-kuvertstandard